# Morti nel 1981
| Questa pagina contiene informazioni ricavate automaticamente dalle voci biografiche con l'ausilio del template Bio e di un bot. L'aggiornamento è periodico e automatico e ricostruisce completamente la pagina. Se manca una persona in questa lista, sei pregato di non aggiungerla, ma accertati piuttosto che la sua voce biografica contenga il template Bio e che i dati anagrafici siano correttamente compilati. Se il template Bio manca, inseriscilo tu stesso o, in alternativa, metti l'avviso {{tmp\|Bio}} che ne segnala la mancanza. Se i dati riportati sono sbagliati, correggi direttamente la voce biografica; le modifiche saranno visibili in questa lista entro pochi giorni. Per chiarimenti vedi il progetto biografie. La lista contiene solo le 1.263 persone che sono citate nell'enciclopedia e per le quali è stato implementato correttamente il template Bio. Pagina aggiornata al 18 ago 2025. |

## Gennaio(115)
- 1º gennaio - Neville Coleman, calciatore inglese (n. 1930)
- 1º gennaio - Oumarou Ganda, regista e attore nigerino (n. 1935)
- 1º gennaio - Ceferino Garcia, pugile filippino (n. 1912)
- 1º gennaio - Albert Henry, politico cookese (n. 1907)
- 1º gennaio - Geoffrey Holiday Hall, scrittore statunitense (n. 1913)
- 1º gennaio - David Littmann, cardiologo statunitense (n. 1906)
- 1º gennaio - Hephzibah Menuhin, pianista, attivista e scrittrice statunitense (n. 1920)
- 1º gennaio - Kazimierz Michałowski, archeologo e egittologo polacco (n. 1901)
- 1º gennaio - Virgilio Ripa, compositore italiano (n. 1910)
- 1º gennaio - Mauri Rose, pilota automobilistico e ingegnere statunitense (n. 1906)
- 1º gennaio - Matt Vaniel, cestista statunitense (n. 1919)
- 2 gennaio - Sam Dalrymple, calciatore statunitense (n. 1901)
- 2 gennaio - Colombo Neri, ciclista su strada italiano (n. 1904)
- 3 gennaio - Alice di Albany, principessa britannica (n. 1883)
- 3 gennaio - Marie Eline, attrice statunitense (n. 1902)
- 3 gennaio - Bob Gilbert, cestista statunitense (n. 1930)
- 3 gennaio - Felton Jarvis, produttore discografico statunitense (n. 1934)
- 4 gennaio - Bruno Fortichiari, politico italiano (n. 1892)
- 4 gennaio - Doris Schroeder, scrittrice e sceneggiatrice statunitense (n. 1893)
- 5 gennaio - Joe Dolhon, cestista statunitense (n. 1927)
- 5 gennaio - Jana Černá, scrittrice ceca (n. 1928)
- 5 gennaio - Giuseppe Giovanni Lanza del Vasto, filosofo, poeta e scrittore italiano (n. 1901)
- 5 gennaio - Serge Sandberg, produttore cinematografico francese (n. 1879)
- 5 gennaio - Harold Urey, chimico statunitense (n. 1893)
- 5 gennaio - Leopold Wohlrab, pallamanista austriaco (n. 1912)
- 6 gennaio - A. J. Cronin, scrittore e medico scozzese (n. 1896)
- 6 gennaio - Giordano Dell'Amore, economista, banchiere e politico italiano (n. 1902)
- 6 gennaio - Valerio Giacomini, botanico e ecologo italiano (n. 1914)
- 6 gennaio - Mario Saggin, politico e partigiano italiano (n. 1895)
- 6 gennaio - Antonio Suárez, ciclista su strada spagnolo (n. 1932)
- 8 gennaio - Matthew Beard, attore cinematografico statunitense (n. 1925)
- 8 gennaio - Ermelinda De Felice, attrice italiana (n. 1915)
- 8 gennaio - Shigeru Egami, karateka e maestro di karate giapponese (n. 1912)
- 8 gennaio - Mortimer von Kessel, generale tedesco (n. 1893)
- 8 gennaio - Aleksandr Aleksandrovič Kotov, scacchista sovietico (n. 1913)
- 8 gennaio - Arthur Nethercot, critico letterario, scrittore e poeta statunitense (n. 1895)
- 8 gennaio - Ignazio Petrone, politico italiano (n. 1915)
- 8 gennaio - Václav Průša, calciatore cecoslovacco (n. 1912)
- 9 gennaio - Tommy Byrnes, cestista statunitense (n. 1923)
- 9 gennaio - Cozy Cole, batterista statunitense (n. 1909)
- 9 gennaio - Sammy Davis, pilota automobilistico britannico (n. 1887)
- 9 gennaio - Cesare Ferraresi, violinista italiano (n. 1918)
- 9 gennaio - Désiré Koranyi, calciatore e allenatore di calcio ungherese (n. 1914)
- 9 gennaio - Hugo Pena, calciatore argentino (n. 1951)
- 9 gennaio - Kazimierz Serocki, compositore polacco (n. 1922)
- 10 gennaio - Katharine Alexander, attrice statunitense (n. 1898)
- 10 gennaio - Raffaello Bellucci, politico e partigiano italiano (n. 1904)
- 10 gennaio - Richard Boone, attore statunitense (n. 1917)
- 10 gennaio - Chink Crossin, cestista statunitense (n. 1924)
- 10 gennaio - Charlotte Mühe, nuotatrice tedesca (n. 1910)
- 10 gennaio - H. Warner Munn, scrittore statunitense (n. 1903)
- 11 gennaio - Artur Berger, scenografo, regista e sceneggiatore austriaco (n. 1892)
- 11 gennaio - Beulah Bondi, attrice statunitense (n. 1889)
- 12 gennaio - Isobel Elsom, attrice inglese (n. 1893)
- 12 gennaio - Marcel Gobillot, ciclista su strada francese (n. 1900)
- 13 gennaio - Finn Olav Gundelach, diplomatico e politico danese (n. 1925)
- 14 gennaio - Giulio Minoletti, urbanista, architetto e designer italiano (n. 1910)
- 14 gennaio - George Skibine, ballerino e direttore artistico sovietico (n. 1920)
- 15 gennaio - Riccardo Bonometti, calciatore italiano (n. 1910)
- 15 gennaio - Doug Livingstone, allenatore di calcio e calciatore scozzese (n. 1898)
- 15 gennaio - Hugo Plomteux, linguista belga (n. 1939)
- 15 gennaio - Zeno Saltini, presbitero italiano (n. 1900)
- 16 gennaio - Angelo Bellotto, calciatore italiano (n. 1922)
- 16 gennaio - Dino Castellano, dirigente sportivo, allenatore di calcio e calciatore italiano (n. 1905)
- 16 gennaio - Jack Frendo Azzopardi, pallanuotista maltese (n. 1915)
- 16 gennaio - Bernard Lee, attore britannico (n. 1908)
- 16 gennaio - Italo Zamberletti, calciatore e allenatore di calcio italiano (n. 1904)
- 17 gennaio - Eugenio Gatto, avvocato, politico e partigiano italiano (n. 1911)
- 17 gennaio - Giordano Roggero, calciatore italiano (n. 1909)
- 17 gennaio - Charles de Tolnay, storico dell'arte ungherese (n. 1899)
- 18 gennaio - Mary Bevis Hawton, tennista australiana (n. 1924)
- 18 gennaio - Rudolf Schrader, ginnasta e multiplista statunitense (n. 1875)
- 19 gennaio - Pierluigi Aprà, attore italiano (n. 1944)
- 19 gennaio - Cesare Gnudi, storico dell'arte e funzionario italiano (n. 1910)
- 19 gennaio - Alberto Héber Usher, politico uruguaiano (n. 1918)
- 19 gennaio - Lajos Korányi, calciatore ungherese (n. 1907)
- 19 gennaio - Luigi Oggiano, politico e avvocato italiano (n. 1892)
- 19 gennaio - Iva Pacetti, soprano italiano (n. 1898)
- 19 gennaio - Francesca Woodman, fotografa statunitense (n. 1958)
- 20 gennaio - Hella Katz, fotografa austriaca (n. 1899)
- 20 gennaio - Dolf van Kol, calciatore e allenatore di calcio olandese (n. 1902)
- 20 gennaio - Vittorio Tamagnini, pugile italiano (n. 1910)
- 21 gennaio - William Findlay, calciatore statunitense (n. 1904)
- 21 gennaio - Cuth Harrison, pilota automobilistico britannico (n. 1906)
- 21 gennaio - Giovanni Battista Meneghini, imprenditore italiano (n. 1895)
- 22 gennaio - Franco Abbiati, critico musicale italiano (n. 1898)
- 22 gennaio - Rudolf Geiger, climatologo e meteorologo tedesco (n. 1894)
- 22 gennaio - María Moliner, archivista e bibliotecaria spagnola (n. 1900)
- 22 gennaio - Mario Parodi, calciatore italiano (n. 1903)
- 22 gennaio - Fannie Thomas, supercentenaria statunitense (n. 1867)
- 23 gennaio - Samuel Barber, compositore statunitense (n. 1910)
- 23 gennaio - Orazio Benedetti, criminale italiano (n. 1950)
- 23 gennaio - Roman Rudenko, magistrato sovietico (n. 1907)
- 23 gennaio - Frits Schipper, calciatore olandese (n. 1904)
- 24 gennaio - Giuseppe Bardellini, politico italiano (n. 1892)
- 24 gennaio - Orville Brown, wrestler statunitense (n. 1908)
- 24 gennaio - Leandra Cominazzini Angelucci, pittrice italiana (n. 1890)
- 24 gennaio - Peter Paul Fernandes, hockeista su prato indiano (n. 1916)
- 24 gennaio - Giuseppe Tosi, calciatore italiano (n. 1900)
- 24 gennaio - Gustav Tögel, calciatore austriaco (n. 1907)
- 25 gennaio - Adele Astaire, ballerina statunitense (n. 1896)
- 25 gennaio - Lobsang Rampa, scrittore britannico (n. 1910)
- 25 gennaio - Mario Zanello, calciatore italiano (n. 1903)
- 26 gennaio - Juan Sires, regista argentino (n. 1906)
- 27 gennaio - Léo Collard, politico belga (n. 1902)
- 27 gennaio - Henri Lentulo, odontoiatra e militare italiano (n. 1889)
- 27 gennaio - Paride Stefanini, chirurgo italiano (n. 1904)
- 28 gennaio - Mario Asnago, architetto e pittore italiano (n. 1896)
- 28 gennaio - Alphonse Gemuseus, cavaliere svizzero (n. 1898)
- 28 gennaio - Agostino Lazzari, tenore italiano (n. 1919)
- 28 gennaio - Angelo Magliano, giornalista e scrittore italiano (n. 1919)
- 29 gennaio - Nazareno Fonticoli, stilista italiano (n. 1906)
- 30 gennaio - Viggo Dibbern, ginnasta danese (n. 1900)
- 31 gennaio - William Gopallawa, politico singalese (n. 1896)
- 31 gennaio - Leonardo Sinisgalli, poeta, saggista e critico d'arte italiano (n. 1908)

## Febbraio(108)
- 1º febbraio - Donald Wills Douglas, imprenditore e aviatore statunitense (n. 1892)
- 1º febbraio - Amato Gastaldi, allenatore di calcio e calciatore italiano (n. 1904)
- 1º febbraio - Wanda Hendrix, attrice statunitense (n. 1928)
- 1º febbraio - João Pedro, calciatore portoghese (n. 1951)
- 2 febbraio - Hugh Joseph Addonizio, politico statunitense (n. 1914)
- 2 febbraio - Louise Lorraine, attrice statunitense (n. 1904)
- 2 febbraio - Vincenzo Monti, imprenditore italiano (n. 1906)
- 2 febbraio - Egidio Nardi, ufficiale italiano (n. 1894)
- 3 febbraio - J Harlen Bretz, geologo statunitense (n. 1882)
- 3 febbraio - Sammy Crooks, calciatore e allenatore di calcio inglese (n. 1908)
- 3 febbraio - Antonio Leccese, mafioso italiano (n. 1955)
- 3 febbraio - Nicolino Selis, criminale italiano (n. 1952)
- 4 febbraio - Michele Busiri Vici, architetto e urbanista italiano (n. 1894)
- 4 febbraio - Mario Camerini, regista e sceneggiatore italiano (n. 1895)
- 5 febbraio - Enea Codotto, carabiniere italiano (n. 1955)
- 5 febbraio - Giuseppe Dosi, militare italiano (n. 1891)
- 5 febbraio - Ella Grasso, politica statunitense (n. 1919)
- 5 febbraio - Luigi Maronese, militare e carabiniere italiano (n. 1957)
- 5 febbraio - Renato Pagni, politico italiano (n. 1902)
- 5 febbraio - Liana Trouché, attrice italiana (n. 1938)
- 6 febbraio - Elena Borgo, attrice italiana (n. 1910)
- 6 febbraio - Ludwig Damminger, calciatore tedesco (n. 1913)
- 6 febbraio - Federica di Hannover, duchessa e principessa tedesca (n. 1917)
- 6 febbraio - Hugo Montenegro, compositore e direttore d'orchestra statunitense (n. 1925)
- 6 febbraio - Marta Robin, mistica francese (n. 1902)
- 6 febbraio - Giovanni Stradone, pittore italiano (n. 1911)
- 7 febbraio - Hermann Esser, politico e giornalista tedesco (n. 1900)
- 7 febbraio - Paul Mattick, filosofo, sociologo e economista tedesco (n. 1904)
- 7 febbraio - Ákos Tolnay, sceneggiatore e attore ungherese (n. 1903)
- 8 febbraio - Helena Bartošová, soprano slovacco (n. 1905)
- 8 febbraio - Jakob Bender, calciatore tedesco (n. 1910)
- 8 febbraio - Edgardo Castelli, avvocato e politico italiano (n. 1907)
- 8 febbraio - Mario Martinoni, militare svizzero (n. 1896)
- 9 febbraio - Franz Andrysek, sollevatore austriaco (n. 1906)
- 9 febbraio - Bill Haley, cantante e attore statunitense (n. 1925)
- 9 febbraio - Lea Quaretti, scrittrice italiana (n. 1912)
- 9 febbraio - Tiny Thompson, hockeista su ghiaccio canadese (n. 1903)
- 10 febbraio - Julien Levy, mercante d'arte e docente statunitense (n. 1906)
- 11 febbraio - Francesco Chieco, avvocato e politico italiano (n. 1899)
- 11 febbraio - Ketti Frings, scrittrice e sceneggiatrice statunitense (n. 1909)
- 11 febbraio - Fusae Ichikawa, politica giapponese (n. 1893)
- 11 febbraio - Maurice Mandrillon, sciatore di pattuglia militare francese (n. 1902)
- 12 febbraio - Andreas Alföldi, storico, numismatico e epigrafista ungherese (n. 1895)
- 12 febbraio - Lev Atamanov, regista sovietico (n. 1905)
- 12 febbraio - Jean Dixon, attrice statunitense (n. 1896)
- 12 febbraio - Bruce Fraser, I barone Fraser di Capo Nord, ammiraglio britannico (n. 1888)
- 12 febbraio - Oliver Trinder, schermidore britannico (n. 1907)
- 13 febbraio - Wacław Kuchar, calciatore polacco (n. 1897)
- 13 febbraio - Jean Julien Weber, arcivescovo cattolico francese (n. 1888)
- 14 febbraio - José Caeiro, calciatore e allenatore di calcio spagnolo (n. 1925)
- 14 febbraio - Esteban Canal, scacchista peruviano (n. 1896)
- 14 febbraio - José Martínez González, calciatore messicano (n. 1953)
- 15 febbraio - Mike Bloomfield, chitarrista statunitense (n. 1943)
- 15 febbraio - Dezső Ernster, basso ungherese (n. 1898)
- 15 febbraio - Isaac Don Levine, giornalista e scrittore statunitense (n. 1892)
- 15 febbraio - Clemente Primieri, generale italiano (n. 1894)
- 15 febbraio - Karl Richter, organista, clavicembalista e direttore d'orchestra tedesco (n. 1926)
- 15 febbraio - Emilio Santillo, poliziotto italiano (n. 1917)
- 16 febbraio - Luigi Bosatra, marciatore italiano (n. 1905)
- 16 febbraio - Tomaso Buzzi, architetto italiano (n. 1900)
- 16 febbraio - Herman Wirth, filologo olandese (n. 1885)
- 17 febbraio - Alessandro Astolfi, calciatore italiano (n. 1909)
- 17 febbraio - Marcel Bezençon, giornalista svizzero (n. 1907)
- 17 febbraio - Roberto Echevarría, calciatore spagnolo (n. 1908)
- 17 febbraio - Alfred Fitch, velocista statunitense (n. 1912)
- 17 febbraio - David Garnett, scrittore e editore britannico (n. 1892)
- 17 febbraio - Ezechiele Leandro, pittore, scultore e poeta italiano (n. 1905)
- 17 febbraio - Dante Secchi, canottiere italiano (n. 1910)
- 17 febbraio - Alberto Zozaya, calciatore e allenatore di calcio argentino (n. 1908)
- 18 febbraio - Jack Northrop, imprenditore statunitense (n. 1895)
- 18 febbraio - Vincenzo Rabito, scrittore italiano (n. 1899)
- 19 febbraio - Charles Joisten, antropologo, etnologo e mitografo francese (n. 1936)
- 19 febbraio - Doug Lewis, pugile canadese (n. 1898)
- 19 febbraio - Nino Marchetti, attore italiano (n. 1905)
- 20 febbraio - Jacob B. Bakema, architetto olandese (n. 1914)
- 20 febbraio - Stanislao Amilcare Battistelli, vescovo cattolico italiano (n. 1885)
- 20 febbraio - Bernard B. Brown, compositore statunitense (n. 1898)
- 20 febbraio - Enzo Magni, fumettista italiano (n. 1914)
- 20 febbraio - Julian West, attore, giornalista e produttore cinematografico francese (n. 1904)
- 21 febbraio - Ahmad II bin Rashid Al Mu'alla, sovrano emiratino (n. 1911)
- 22 febbraio - Curtis Bernhardt, regista, sceneggiatore e produttore cinematografico tedesco (n. 1899)
- 22 febbraio - Guy Butler, velocista britannico (n. 1902)
- 22 febbraio - Rossella Casini, italiana (n. 1956)
- 22 febbraio - Pierre Korb, calciatore francese (n. 1908)
- 22 febbraio - Michael Maltese, sceneggiatore statunitense (n. 1908)
- 23 febbraio - Albert Dejonghe, ciclista su strada belga (n. 1894)
- 23 febbraio - Shep Fields, direttore di banda, clarinettista e sassofonista statunitense (n. 1910)
- 23 febbraio - Nan Shepherd, scrittrice e poetessa scozzese (n. 1893)
- 25 febbraio - Raffaele Cormio, fumettista e illustratore italiano (n. 1941)
- 25 febbraio - Leonard Howell, predicatore giamaicano (n. 1898)
- 25 febbraio - Martin Löpelmann, politico e filologo tedesco (n. 1891)
- 25 febbraio - Gun'ichi Mikawa, ammiraglio giapponese (n. 1888)
- 25 febbraio - Elda di Veroli, soprano italiana (n. 1892)
- 26 febbraio - Robert Aickman, scrittore britannico (n. 1914)
- 26 febbraio - Howard Hanson, compositore e direttore d'orchestra statunitense (n. 1896)
- 26 febbraio - Don Koehler, statunitense (n. 1925)
- 26 febbraio - Bud Lindenberg, cestista statunitense (n. 1909)
- 26 febbraio - Mario Rotili, politico, storico e bibliotecario italiano (n. 1920)
- 26 febbraio - Tatjana Sais, attrice, cabarettista e doppiatrice tedesca (n. 1910)
- 26 febbraio - Ferenc Tóth, lottatore ungherese (n. 1909)
- 27 febbraio - Giovanni Cao, politico e avvocato italiano (n. 1893)
- 27 febbraio - Germana Di Giulio, soprano italiana (n. 1910)
- 27 febbraio - Renato Ferrarese, calciatore italiano (n. 1918)
- 27 febbraio - Joan Rebull, scultore spagnolo (n. 1899)
- 28 febbraio - André Devaux, velocista francese (n. 1894)
- 28 febbraio - Virginia Huston, attrice statunitense (n. 1925)
- 28 febbraio - Albin Lesky, filologo classico e grecista austriaco (n. 1896)
- 28 febbraio - Urban Charles Joseph Murphy, vescovo cattolico e missionario irlandese (n. 1919)

## Marzo(94)
- 1º marzo - Tulio Botero Salazar, arcivescovo cattolico colombiano (n. 1904)
- 1º marzo - Marino Dinucci, enigmista italiano (n. 1902)
- 2 marzo - Américo Bacigalupo, cestista e allenatore di pallacanestro paraguaiano (n. 1928)
- 2 marzo - Osvaldo Ramous, poeta e scrittore italiano (n. 1905)
- 3 marzo - Rebecca Lancefield, microbiologa statunitense (n. 1895)
- 4 marzo - Einar Andersen, calciatore norvegese (n. 1905)
- 4 marzo - Teddy Bowen, calciatore inglese (n. 1903)
- 4 marzo - Luigi Dalvit, politico italiano (n. 1921)
- 4 marzo - Franz Kapus, bobbista svizzero (n. 1909)
- 4 marzo - Karl-Jesko von Puttkamer, ammiraglio tedesco (n. 1900)
- 4 marzo - Giuseppe Perentin, nuotatore italiano (n. 1906)
- 4 marzo - Dante Tassotti, architetto italiano (n. 1912)
- 4 marzo - Torin Thatcher, attore britannico (n. 1905)
- 5 marzo - Brenda De Banzie, attrice britannica (n. 1909)
- 5 marzo - Enrico Gras, regista e sceneggiatore italiano (n. 1919)
- 5 marzo - Yip Harburg, paroliere statunitense (n. 1896)
- 5 marzo - Paul Hörbiger, attore austriaco (n. 1894)
- 5 marzo - Sergio Musmeci, ingegnere italiano (n. 1926)
- 6 marzo - Aldo Galli, pittore e decoratore italiano (n. 1906)
- 7 marzo - Giovanni Bianconi, poeta, artista e etnologo svizzero (n. 1891)
- 7 marzo - Bosley Crowther, giornalista e critico cinematografico statunitense (n. 1905)
- 7 marzo - Bruno Marzi, pittore e falsario italiano (n. 1908)
- 7 marzo - Francesco Mattuteia, calciatore e allenatore di calcio italiano (n. 1897)
- 7 marzo - Red Pollard, fantino canadese (n. 1909)
- 7 marzo - Eulalie Spence, scrittrice, docente e regista statunitense (n. 1894)
- 7 marzo - Hilde Sperling, tennista tedesca (n. 1908)
- 8 marzo - Martinus, scrittore danese (n. 1890)
- 8 marzo - Hede Massing, attrice e agente segreto austriaca (n. 1900)
- 9 marzo - Max Delbrück, biofisico tedesco (n. 1906)
- 9 marzo - Chris von Wangenheim, fotografo tedesco (n. 1942)
- 10 marzo - Flavio Calzavara, sceneggiatore e regista italiano (n. 1900)
- 10 marzo - Vittorio Cecati, politico italiano (n. 1920)
- 11 marzo - Kazimierz Kordylewski, astronomo polacco (n. 1903)
- 11 marzo - Guy Revell, pattinatore artistico su ghiaccio canadese (n. 1941)
- 12 marzo - Eileen Armstrong, tuffatrice britannica (n. 1894)
- 12 marzo - Ángeles Ottein, soprano, cantante e insegnante spagnola (n. 1895)
- 13 marzo - Celeste Di Porto, italiana (n. 1925)
- 13 marzo - Paolo Grassi, impresario teatrale, direttore teatrale e giornalista italiano (n. 1919)
- 14 marzo - Vessillo Bartoli, allenatore di calcio e calciatore italiano (n. 1908)
- 15 marzo - Emanuele Cavalli, pittore e fotografo italiano (n. 1904)
- 15 marzo - René Clair, regista, sceneggiatore e attore francese (n. 1898)
- 15 marzo - Dino Sbrana, calciatore italiano (n. 1907)
- 15 marzo - Philip Testa, mafioso statunitense (n. 1924)
- 16 marzo - Bill Baucom, attore statunitense (n. 1910)
- 17 marzo - Dorothy Dwan, attrice statunitense (n. 1906)
- 17 marzo - Antonio Santin, arcivescovo cattolico italiano (n. 1895)
- 18 marzo - Luis Gamonal Gago, calciatore e allenatore di calcio spagnolo (n. 1922)
- 19 marzo - Raffaello Lospinoso Severini, avvocato e politico italiano (n. 1918)
- 19 marzo - Tampa Red, cantante e musicista statunitense (n. 1904)
- 20 marzo - Irving Jaffee, pattinatore di velocità su ghiaccio statunitense (n. 1906)
- 20 marzo - Sonny Red, sassofonista statunitense (n. 1932)
- 20 marzo - Theo-Helmut Lieb, generale tedesco (n. 1889)
- 20 marzo - Angelo Penna, religioso, teologo e biblista italiano (n. 1917)
- 20 marzo - Edith Schultze-Westrum, attrice tedesca (n. 1904)
- 20 marzo - Sebastiano Scirè Risichella, militare italiano (n. 1890)
- 21 marzo - Per-Axel Arosenius, attore svedese (n. 1920)
- 21 marzo - Federico Busini, calciatore italiano (n. 1901)
- 21 marzo - Linciaggio di Michael Donald, statunitense (n. 1962)
- 21 marzo - Mark Semënovič Donskoj, regista sovietico (n. 1901)
- 21 marzo - Mino Pasquini, cestista e allenatore di pallacanestro italiano (n. 1910)
- 22 marzo - Joseph G. Fucilla, linguista e lessicografo statunitense (n. 1897)
- 22 marzo - Les McKay, pallanuotista australiano (n. 1917)
- 23 marzo - Claude Auchinleck, generale britannico (n. 1884)
- 23 marzo - Mike Hailwood, pilota motociclistico e pilota automobilistico britannico (n. 1940)
- 23 marzo - Giorgio Masè, calciatore italiano (n. 1903)
- 23 marzo - Beatrice Tinsley, astronoma neozelandese (n. 1941)
- 24 marzo - Ermanno Englaro, allenatore di calcio e calciatore italiano (n. 1919)
- 24 marzo - Francesco Papa, calciatore italiano (n. 1895)
- 24 marzo - Mino Pretti, politico italiano (n. 1904)
- 24 marzo - Roberto Rolla, calciatore italiano (n. 1941)
- 25 marzo - Virgilio Bellone, musicista e religioso italiano (n. 1907)
- 25 marzo - Edward Lasker, scacchista, ingegnere e goista statunitense (n. 1885)
- 26 marzo - Michele Bianco, politico e avvocato italiano (n. 1895)
- 26 marzo - Attilio Lapadula, architetto e urbanista italiano (n. 1917)
- 26 marzo - Carola Prosperi, scrittrice e giornalista italiana (n. 1883)
- 27 marzo - Jacob Ackeret, fisico svizzero (n. 1898)
- 27 marzo - Eraldo Da Roma, montatore italiano (n. 1900)
- 27 marzo - Mao Dun, scrittore e critico letterario cinese (n. 1896)
- 28 marzo - Giuseppe Mazzotti, critico d'arte, scrittore e saggista italiano (n. 1907)
- 28 marzo - Nikolaj Vladimirovič Timofeev-Resovskij, genetista russo (n. 1900)
- 28 marzo - Jurij Valentinovič Trifonov, scrittore russo (n. 1925)
- 29 marzo - Gunnar Gabrielsson, tiratore a segno svedese (n. 1891)
- 29 marzo - David Prophet, pilota automobilistico britannico (n. 1937)
- 29 marzo - Nikolaj Smaga, marciatore sovietico (n. 1938)
- 29 marzo - Eric Williams, politico, storico e economista trinidadiano (n. 1911)
- 30 marzo - Louis Kuehn, tuffatore statunitense (n. 1901)
- 30 marzo - Douglas Lowe, mezzofondista britannico (n. 1902)
- 30 marzo - Alfeo Zanini, partigiano e politico italiano (n. 1923)
- 31 marzo - Enid Bagnold, scrittrice e drammaturga britannica (n. 1889)
- 31 marzo - Imre Gellért, ginnasta ungherese (n. 1888)
- 31 marzo - Hank Henry, attore, produttore cinematografico e produttore televisivo statunitense (n. 1906)
- 31 marzo - Frank Tieri, mafioso italiano (n. 1904)
- 31 marzo - Stanisław Ujejski, generale e aviatore polacco (n. 1891)
- 31 marzo - Nicolaas Verhoeven, missionario e vescovo cattolico olandese (n. 1896)

## Aprile(93)
- 1º aprile - Carlo Alianello, scrittore e sceneggiatore italiano (n. 1901)
- 1º aprile - Agnija Barto, poetessa e sceneggiatrice sovietica (n. 1906)
- 1º aprile - Karl Bechert, fisico e politico tedesco (n. 1901)
- 1º aprile - D. F. Jones, scrittore di fantascienza britannico (n. 1918)
- 3 aprile - Cecelia Ager, critica cinematografica statunitense (n. 1902)
- 3 aprile - Leo Kanner, psichiatra austriaco (n. 1894)
- 3 aprile - Rudolf Krčil, allenatore di calcio e calciatore cecoslovacco (n. 1906)
- 3 aprile - Juan Trippe, imprenditore statunitense (n. 1899)
- 4 aprile - Luciana Reali, ginnasta italiana (n. 1936)
- 4 aprile - Armando Riccardi, avvocato e politico italiano (n. 1902)
- 4 aprile - Carl Ludwig Siegel, matematico tedesco (n. 1896)
- 5 aprile - Franco Gentilini, pittore italiano (n. 1909)
- 5 aprile - Émile Hanse, calciatore belga (n. 1892)
- 5 aprile - Bob Hite, cantante e musicista statunitense (n. 1943)
- 5 aprile - Mitsuko Mito, attrice giapponese (n. 1919)
- 5 aprile - Fiamma Vigo, gallerista, pittrice e collezionista d'arte italiana (n. 1908)
- 6 aprile - Alfredo Guarini, regista, sceneggiatore e produttore cinematografico italiano (n. 1901)
- 7 aprile - Lorne Carr-Harris, hockeista su ghiaccio britannico (n. 1899)
- 7 aprile - Raffaele Cinotti, militare italiano (n. 1953)
- 7 aprile - Tommy Keenan, cestista irlandese (n. 1923)
- 7 aprile - Paride Pozzi, architetto italiano (n. 1895)
- 7 aprile - Norman Taurog, regista e sceneggiatore statunitense (n. 1899)
- 8 aprile - Alberto Bandini Buti, ingegnere e giornalista italiano (n. 1927)
- 8 aprile - Omar Bradley, generale statunitense (n. 1893)
- 8 aprile - Ruggero Cini, compositore, arrangiatore e direttore d'orchestra italiano (n. 1933)
- 8 aprile - Max Niehaus, scrittore tedesco (n. 1888)
- 8 aprile - Edward Russell, II Barone di Liverpool, giudice, storico e scrittore britannico (n. 1895)
- 8 aprile - Börje Tapper, calciatore svedese (n. 1922)
- 8 aprile - Friedrich Vordemberge, pittore tedesco (n. 1897)
- 10 aprile - Willi Ritterbusch, politico tedesco (n. 1892)
- 11 aprile - James Hagerty, giornalista statunitense (n. 1909)
- 11 aprile - Adriaan Pelt, giornalista e diplomatico olandese (n. 1892)
- 11 aprile - Riccardo Riccardi, geografo e viaggiatore italiano (n. 1897)
- 12 aprile - Hendrik Andriessen, compositore e organista olandese (n. 1892)
- 12 aprile - Hans Chemin-Petit, compositore, direttore d'orchestra e insegnante tedesco (n. 1902)
- 12 aprile - Luigi Chiereghin, politico italiano (n. 1923)
- 12 aprile - Joe Louis, pugile e golfista statunitense (n. 1914)
- 12 aprile - Spiro Moisiu, generale e politico albanese (n. 1900)
- 13 aprile - Yasuhiko Asaka, principe e generale giapponese (n. 1887)
- 13 aprile - Crisant Bosch, calciatore spagnolo (n. 1907)
- 13 aprile - Jiří Schelinger, musicista cecoslovacco (n. 1951)
- 14 aprile - Sergio Amidei, sceneggiatore e produttore cinematografico italiano (n. 1904)
- 14 aprile - Carlos Víctor Aramayo, imprenditore boliviano (n. 1889)
- 14 aprile - Gustave Buchard, schermidore francese (n. 1890)
- 14 aprile - Ivan Galamian, violinista armeno (n. 1903)
- 14 aprile - Giuseppe Salvia, funzionario italiano (n. 1943)
- 15 aprile - Anton Fredrik Klaveness, armatore norvegese (n. 1903)
- 15 aprile - Lorenzo Guerrero Gutiérrez, politico nicaraguense (n. 1900)
- 15 aprile - Adolph Alexander Noser, arcivescovo cattolico statunitense (n. 1900)
- 15 aprile - Alfred Schläppi, bobbista svizzero (n. 1898)
- 15 aprile - John Thach, aviatore statunitense (n. 1905)
- 16 aprile - Effa Manley, dirigente sportiva statunitense (n. 1897)
- 16 aprile - Dino Saccenti, partigiano e politico italiano (n. 1901)
- 16 aprile - Renaud de la Frégeolière, bobbista e dirigente sportivo francese (n. 1886)
- 17 aprile - Bruno Cirino, attore e regista teatrale italiano (n. 1936)
- 17 aprile - Hanns Kilian, bobbista tedesco (n. 1905)
- 18 aprile - James H. Schmitz, autore di fantascienza statunitense (n. 1911)
- 18 aprile - Boļeslavs Sloskāns, vescovo cattolico lettone (n. 1893)
- 18 aprile - Franz von Sonnleithner, diplomatico austriaco (n. 1905)
- 19 aprile - Jacques Berthe, pallanuotista francese (n. 1926)
- 19 aprile - Faele, drammaturgo, autore televisivo e paroliere italiano (n. 1922)
- 19 aprile - Roberto Lucifredi, politico e giurista italiano (n. 1909)
- 20 aprile - Hans Söhnker, attore tedesco (n. 1903)
- 21 aprile - Dorothy Eady, scrittrice e egittologa inglese (n. 1904)
- 21 aprile - Fernand Saivé, ciclista su strada e pistard belga (n. 1900)
- 22 aprile - Umbro Apollonio, critico d'arte, storico dell'arte e saggista italiano (n. 1911)
- 22 aprile - Renato William Jones, dirigente sportivo britannico (n. 1906)
- 22 aprile - Maribel Lorenzo, cestista spagnola (n. 1946)
- 23 aprile - Stefano Bontate, mafioso italiano (n. 1938)
- 23 aprile - Angus Gillan, canottiere britannico (n. 1885)
- 23 aprile - Josep Pla, scrittore e giornalista spagnolo (n. 1897)
- 23 aprile - Zoltán Zelk, poeta ungherese (n. 1906)
- 23 aprile - Nietta Zocchi, attrice italiana (n. 1909)
- 24 aprile - Janko Blaho, tenore slovacco (n. 1901)
- 24 aprile - Pat Conway, attore statunitense (n. 1931)
- 24 aprile - Margherita di Grecia, principessa greca (n. 1905)
- 24 aprile - Friedrich Karl Topp, ammiraglio tedesco (n. 1895)
- 25 aprile - Paul Bontemps, siepista e mezzofondista francese (n. 1902)
- 26 aprile - Jim Davis, attore statunitense (n. 1909)
- 26 aprile - Giuseppe Ghiglione, calciatore italiano (n. 1895)
- 26 aprile - Renato Mazzucco, generale e aviatore italiano (n. 1891)
- 26 aprile - Daniele Vargas, attore italiano (n. 1922)
- 26 aprile - Herb Voland, attore statunitense (n. 1918)
- 27 aprile - Enrico Martino, politico e diplomatico italiano (n. 1907)
- 28 aprile - Cliff Battles, giocatore di football americano statunitense (n. 1910)
- 28 aprile - Angiolo Profeti, pesista e discobolo italiano (n. 1918)
- 28 aprile - Mickey Walker, pugile statunitense
- 29 aprile - Felix Pollaczek, matematico austriaco (n. 1892)
- 29 aprile - Mabel Trunnelle, attrice statunitense (n. 1879)
- 30 aprile - Paco Bienzobas, allenatore di calcio e calciatore spagnolo (n. 1909)
- 30 aprile - François Bordes, geologo, archeologo e scrittore di fantascienza francese (n. 1919)
- 30 aprile - Carl Gripenstedt, schermidore svedese (n. 1893)
- 30 aprile - Peter Huchel, scrittore tedesco (n. 1903)

## Maggio(106)
- 1º maggio - Eugène Auwerkeren, ginnasta belga (n. 1885)
- 1º maggio - Heinosuke Gosho, regista giapponese (n. 1902)
- 1º maggio - Knud Harald Hannemann, compositore di scacchi danese (n. 1903)
- 1º maggio - Harry Johnson, calciatore inglese (n. 1899)
- 1º maggio - Barry Jones, attore britannico (n. 1893)
- 2 maggio - René Kalisky, drammaturgo e saggista belga (n. 1936)
- 2 maggio - Yashwant Singh Parmar, politico indiano (n. 1906)
- 2 maggio - Miguel Ángel Ripullone, allenatore di pallacanestro argentino (n. 1930)
- 3 maggio - Silvio Margini, militare italiano (n. 1905)
- 3 maggio - Nargis, attrice indiana (n. 1929)
- 3 maggio - Maud Rosenbaum, pesista e tennista statunitense (n. 1902)
- 3 maggio - Naum Isaakovič Ėjtingon, agente segreto e militare sovietico (n. 1899)
- 4 maggio - Georg Klusemann, pittore e illustratore tedesco (n. 1942)
- 5 maggio - Alphonse Indelicato, mafioso statunitense (n. 1931)
- 5 maggio - Jiří Křižák, calciatore cecoslovacco (n. 1924)
- 5 maggio - Emanuele Samek Lodovici, filosofo italiano (n. 1942)
- 5 maggio - Bobby Sands, attivista e politico nordirlandese (n. 1954)
- 6 maggio - Antonino Faà di Bruno, generale, attore e nobile italiano (n. 1911)
- 6 maggio - Vladimir Aleksandrovič Sudec, generale sovietico (n. 1904)
- 6 maggio - Ladislao Sugar, editore musicale e produttore discografico ungherese (n. 1896)
- 7 maggio - Du Yuming, generale e politico cinese (n. 1904)
- 7 maggio - Michele Melazzini, banchiere e politico italiano (n. 1900)
- 7 maggio - Friedrich Seipelt, arbitro di calcio austriaco (n. 1915)
- 8 maggio - Nikolaj Kutuzov, attore sovietico (n. 1897)
- 8 maggio - Domenico Napoletano, politico italiano (n. 1912)
- 8 maggio - Andrej Aleksandrovič Romanov, nobile russo (n. 1897)
- 9 maggio - Nelson Algren, scrittore, poeta e giornalista statunitense (n. 1909)
- 9 maggio - Vivian Gibson, attrice britannica (n. 1898)
- 9 maggio - Margaret Lindsay, attrice statunitense (n. 1910)
- 10 maggio - José Carlos Castillo García-Tudela, calciatore spagnolo (n. 1908)
- 10 maggio - Ismail di Johor, sovrano malese (n. 1894)
- 10 maggio - Mario Orazio Perelli, anarchico e partigiano italiano (n. 1899)
- 10 maggio - Nikolaj Tiščenko, calciatore e allenatore di calcio sovietico (n. 1926)
- 11 maggio - Webster Aitken, pianista e insegnante statunitense (n. 1908)
- 11 maggio - Odd Hassel, chimico norvegese (n. 1897)
- 11 maggio - Salvatore Inzerillo, mafioso italiano (n. 1944)
- 11 maggio - Bob Marley, cantautore, chitarrista e attivista giamaicano (n. 1945)
- 11 maggio - Ivo Pannaggi, pittore e architetto italiano (n. 1901)
- 11 maggio - Giovanni Battista Pitzalis, politico italiano (n. 1906)
- 12 maggio - Francis Hughes, attivista e rivoluzionario irlandese (n. 1956)
- 12 maggio - Arturo Carlo Jemolo, giurista e storico italiano (n. 1891)
- 12 maggio - Benjamin Henry Sheares, politico singaporiano (n. 1907)
- 12 maggio - David Wechsler, psicologo rumeno (n. 1896)
- 13 maggio - Nathan Abshire, musicista statunitense (n. 1913)
- 13 maggio - Gustaf Dyrssen, pentatleta e schermidore svedese (n. 1891)
- 13 maggio - Ján Földeš, calciatore slovacco (n. 1915)
- 15 maggio - Michele Andreolo, calciatore e allenatore di calcio uruguaiano (n. 1912)
- 15 maggio - Marina Petrovna Romanova, nobile russa (n. 1892)
- 15 maggio - Josef Silný, calciatore cecoslovacco (n. 1902)
- 16 maggio - Antonio Boschetti, presbitero italiano (n. 1898)
- 16 maggio - Ernie Freeman, pianista, organista e arrangiatore statunitense (n. 1922)
- 16 maggio - Ljudmila Sergeevna Glazova, attrice sovietica (n. 1907)
- 17 maggio - Hugo Friedhofer, compositore statunitense (n. 1901)
- 17 maggio - William Keith Chambers Guthrie, storico della filosofia britannico (n. 1906)
- 17 maggio - Viktor Grigor'evič Komissarževskij, regista sovietico (n. 1912)
- 18 maggio - Eleonore Baur, infermiera tedesca (n. 1885)
- 18 maggio - Richard Hale, attore e cantante lirico statunitense (n. 1892)
- 18 maggio - Mario Maserati, pittore italiano (n. 1890)
- 18 maggio - Arthur O'Connell, attore statunitense (n. 1908)
- 18 maggio - James Steven Rausch, vescovo cattolico statunitense (n. 1928)
- 18 maggio - William Saroyan, scrittore e drammaturgo statunitense (n. 1908)
- 19 maggio - Stefano Margotti, tiratore a segno italiano (n. 1900)
- 20 maggio - Giorgio Giaretta, calciatore italiano (n. 1912)
- 20 maggio - Noboru Nakamura, regista e sceneggiatore giapponese (n. 1913)
- 21 maggio - Giuseppe Ermini, politico e storico italiano (n. 1900)
- 21 maggio - Georges Goychman, generale e aviatore francese (n. 1914)
- 21 maggio - Raymond McCreesh, rivoluzionario britannico (n. 1957)
- 21 maggio - Patsy O'Hara, rivoluzionario irlandese (n. 1957)
- 21 maggio - Yuki Shimoda, attore statunitense (n. 1921)
- 22 maggio - Henri Brasseur, pittore e fotografo belga (n. 1918)
- 22 maggio - Anker Hansen, calciatore norvegese (n. 1902)
- 22 maggio - Michael Kmit, pittore ucraino (n. 1910)
- 22 maggio - Boris Sagal, regista, produttore televisivo e sceneggiatore statunitense (n. 1923)
- 23 maggio - Laura Allende Gossens, politica cilena (n. 1911)
- 23 maggio - George Jessel, attore, cantante e produttore cinematografico statunitense (n. 1898)
- 23 maggio - Danielle Peter, cestista francese (n. 1946)
- 23 maggio - Genzaburō Yoshino, scrittore, critico letterario e traduttore giapponese (n. 1899)
- 24 maggio - Miguel de Capriles, schermidore statunitense (n. 1906)
- 24 maggio - Herbert Müller, pilota automobilistico svizzero (n. 1940)
- 24 maggio - Jaime Roldós Aguilera, politico ecuadoriano (n. 1940)
- 25 maggio - Roy Brown, cantante statunitense (n. 1925)
- 25 maggio - Alberto Ferioli, avvocato e politico italiano (n. 1914)
- 25 maggio - Ruby Payne-Scott, fisica e docente australiana (n. 1912)
- 25 maggio - Rosa Ponselle, soprano statunitense (n. 1897)
- 25 maggio - Juan Posadas, politico argentino (n. 1912)
- 27 maggio - János Pilinszky, poeta ungherese (n. 1921)
- 27 maggio - Roger Wheeler, imprenditore statunitense (n. 1926)
- 28 maggio - Frank Berryman, generale australiano (n. 1894)
- 28 maggio - Henry Blanke, produttore cinematografico tedesco (n. 1901)
- 28 maggio - Giōrgos Karatzopoulos, allenatore di pallacanestro greco (n. 1912)
- 28 maggio - John Bryan Ward-Perkins, archeologo e storico dell'architettura britannico (n. 1912)
- 28 maggio - Mary Lou Williams, pianista, arrangiatrice e compositrice statunitense (n. 1910)
- 28 maggio - Stefan Wyszyński, cardinale e arcivescovo cattolico polacco (n. 1901)
- 29 maggio - Hana Růžičková, ginnasta cecoslovacca (n. 1941)
- 29 maggio - Song Qingling, politica cinese (n. 1893)
- 30 maggio - Sven Andersson, calciatore svedese (n. 1907)
- 30 maggio - Gwendolyn B. Bennett, poetessa, scrittrice e giornalista statunitense (n. 1902)
- 30 maggio - Peter Lindgren, attore svedese (n. 1915)
- 30 maggio - Nino Pedretti, poeta e traduttore italiano (n. 1923)
- 30 maggio - Ziaur Rahman, generale e politico bangladese (n. 1936)
- 31 maggio - Harry Bates, scrittore di fantascienza e curatore editoriale statunitense (n. 1900)
- 31 maggio - Felix Loeffel, basso-baritono svizzero (n. 1892)
- 31 maggio - Gyula Lóránt, allenatore di calcio e calciatore ungherese (n. 1923)
- 31 maggio - Antoine Mattei, militare francese (n. 1917)
- 31 maggio - Giuseppe Pella, politico e economista italiano (n. 1902)
- 31 maggio - Michel Rougerie, pilota motociclistico francese (n. 1950)

## Giugno(72)
- 1º giugno - Carl Vinson, politico statunitense (n. 1883)
- 1º giugno - Wilopo, politico indonesiano (n. 1908)
- 2 giugno - Rino Gaetano, cantautore italiano (n. 1950)
- 3 giugno - Carleton Stevens Coon, etnologo e antropologo statunitense (n. 1904)
- 4 giugno - Mohammed Zaman Kiani, generale e politico pakistano (n. 1910)
- 4 giugno - Isao Kimura, attore giapponese (n. 1923)
- 4 giugno - Cedric Liddell, canottiere canadese (n. 1913)
- 5 giugno - Miguel Contreras Torres, regista, sceneggiatore e produttore cinematografico messicano (n. 1899)
- 5 giugno - Philo McCullough, attore statunitense (n. 1893)
- 5 giugno - Robert Maxwell Ogilvie, storico scozzese (n. 1932)
- 5 giugno - Giuseppe Perniciaro, vescovo cattolico italiano (n. 1907)
- 5 giugno - Ahmed Rami, poeta, paroliere e traduttore egiziano (n. 1892)
- 7 giugno - Ödön Téry, ginnasta ungherese (n. 1890)
- 7 giugno - Joseph Wright Jr., canottiere canadese (n. 1906)
- 8 giugno - Erwin Helmchen, calciatore tedesco (n. 1907)
- 8 giugno - Lidija Vasil'evna Lopuchova, ballerina russa (n. 1892)
- 8 giugno - Gino Marzocchi, pittore e scultore italiano (n. 1895)
- 8 giugno - Şövkət Məmmədova, soprano e insegnante azera (n. 1897)
- 9 giugno - Colgate Whitehead Darden, politico statunitense (n. 1897)
- 9 giugno - Russell Hayden, attore statunitense (n. 1912)
- 9 giugno - Gordej Ivanovič Levčenko, ammiraglio sovietico (n. 1897)
- 10 giugno - Umberto Mondio, prefetto italiano (n. 1902)
- 10 giugno - Giuseppe Ruggiero, pilota automobilistico italiano (n. 1913)
- 11 giugno - Adolfo Giuntoli, calciatore italiano (n. 1913)
- 11 giugno - Matteo Rescigno, politico italiano (n. 1895)
- 12 giugno - Ernesto Fígoli, allenatore di calcio e calciatore uruguaiano (n. 1888)
- 12 giugno - Giuseppe Inzerillo, italiano (n. 1964)
- 12 giugno - Evalyn Knapp, attrice statunitense (n. 1906)
- 12 giugno - Karl Striebinger, calciatore tedesco (n. 1913)
- 12 giugno - Humberto Tomassina, calciatore uruguaiano (n. 1898)
- 13 giugno - Joseph Jackson, velocista francese (n. 1904)
- 13 giugno - Jean-Louis Lafosse, pilota automobilistico francese (n. 1941)
- 13 giugno - Amácio Mazzaropi, attore, regista e comico brasiliano (n. 1912)
- 13 giugno - George Walsh, attore statunitense (n. 1889)
- 14 giugno - Nicola Tommaso Pace, politico italiano (n. 1903)
- 14 giugno - Alberto Winkler, canottiere italiano (n. 1932)
- 15 giugno - Robert Sidney Cahn, chimico britannico (n. 1899)
- 16 giugno - Julius Ebbinghaus, filosofo tedesco (n. 1885)
- 16 giugno - László Gabányi, cestista ungherese (n. 1935)
- 16 giugno - John Shively Knight, giornalista e imprenditore statunitense (n. 1894)
- 16 giugno - Julio Quintana, calciatore e allenatore di calcio peruviano (n. 1904)
- 17 giugno - Louis Moreau, schermidore francese (n. 1889)
- 17 giugno - Richard O'Connor, generale britannico (n. 1889)
- 18 giugno - Luigi Illario, imprenditore italiano (n. 1898)
- 18 giugno - Pamela Hansford Johnson, scrittrice, critica letteraria e poetessa britannica (n. 1912)
- 19 giugno - Ruggero Jacobbi, scrittore, critico letterario e poeta italiano (n. 1920)
- 19 giugno - Lotte Reiniger, regista e animatrice tedesca (n. 1899)
- 19 giugno - Alfred Santell, regista, sceneggiatore e produttore cinematografico statunitense (n. 1895)
- 20 giugno - Sigurd Leeder, ballerino e coreografo tedesco (n. 1902)
- 21 giugno - André Higelin, ginnasta francese (n. 1897)
- 21 giugno - Allyn Joslyn, attore statunitense (n. 1901)
- 21 giugno - Alberto Suppici, allenatore di calcio e calciatore uruguaiano (n. 1898)
- 22 giugno - Henri Bouillard, presbitero e teologo francese (n. 1908)
- 22 giugno - Peter Hol, ginnasta norvegese (n. 1883)
- 22 giugno - Lola Lane, attrice statunitense (n. 1906)
- 22 giugno - Karel Čipera, calciatore cecoslovacco (n. 1899)
- 23 giugno - Zarah Leander, cantante e attrice svedese (n. 1907)
- 23 giugno - Lou Spicer, cestista statunitense (n. 1922)
- 24 giugno - Betty McKinnon, velocista australiana (n. 1925)
- 24 giugno - Carlo Stagno d'Alcontres, politico italiano (n. 1913)
- 24 giugno - Giuseppe Togni, politico italiano (n. 1903)
- 26 giugno - Manuel Maples Arce, poeta, politico e diplomatico messicano (n. 1900)
- 26 giugno - Don Megowan, attore statunitense (n. 1922)
- 26 giugno - Werner Teske, ufficiale tedesco (n. 1942)
- 27 giugno - Eros Sciorilli, direttore d'orchestra, compositore e pianista italiano (n. 1911)
- 28 giugno - Mohammad Beheshti, scrittore, politico e giurista iraniano (n. 1929)
- 28 giugno - Terry Fox, maratoneta e attivista canadese (n. 1958)
- 29 giugno - Carlo Domenici, pittore italiano (n. 1897)
- 29 giugno - Russell Drysdale, pittore australiano (n. 1912)
- 29 giugno - Antero Kivi, discobolo finlandese (n. 1904)
- 29 giugno - Karel Kuhn, cestista cecoslovacco (n. 1915)
- 29 giugno - Robert T'Sas, schermidore belga (n. 1903)

## Luglio(95)
- 1º luglio - Luis Obdulio Arroyo Navarro, religioso guatemalteco (n. 1950)
- 1º luglio - Jean Van den Bosch, ciclista su strada e pistard belga (n. 1898)
- 1º luglio - Marcel Breuer, architetto e designer ungherese (n. 1902)
- 1º luglio - Zdeněk Burian, pittore e illustratore ceco (n. 1905)
- 1º luglio - Tullio Maruzzo, presbitero italiano (n. 1929)
- 1º luglio - George Voskovec, attore cecoslovacco (n. 1905)
- 2 luglio - Corrado Curcio, letterato e filosofo italiano (n. 1903)
- 2 luglio - Egidio Feruglio, ciclista su strada italiano (n. 1921)
- 2 luglio - Billy Gillespie, calciatore irlandese (n. 1891)
- 2 luglio - Paul Schmiedlin, calciatore svizzero (n. 1897)
- 3 luglio - László Horváth, calciatore ungherese (n. 1901)
- 3 luglio - Kirill Petrovič Kondrašin, direttore d'orchestra russo (n. 1914)
- 3 luglio - Ross Martin, attore polacco (n. 1920)
- 3 luglio - Vasilij Sokolov, allenatore di calcio e calciatore sovietico (n. 1912)
- 4 luglio - Libero de Libero, poeta e critico d'arte italiano (n. 1903)
- 4 luglio - Terenzio Grandi, letterato, pubblicista e tipografo italiano (n. 1884)
- 4 luglio - Helmut Gröttrup, ingegnere tedesco (n. 1916)
- 4 luglio - Violet Heming, attrice britannica (n. 1895)
- 4 luglio - Walter Charles Langer, psicoanalista statunitense (n. 1899)
- 4 luglio - Niels Erik Nørlund, matematico e geodeta danese (n. 1885)
- 4 luglio - Raymond Sentubéry, calciatore francese (n. 1901)
- 5 luglio - David Haubenstock, attore tedesco (n. 1966)
- 5 luglio - Giuseppe Taliercio, ingegnere e dirigente d'azienda italiano (n. 1927)
- 5 luglio - Manuel Urrutia Lleó, politico cubano (n. 1908)
- 7 luglio - Keefe Brasselle, attore, regista e produttore televisivo statunitense (n. 1923)
- 7 luglio - João Cruz, calciatore portoghese (n. 1915)
- 7 luglio - Donal Foley, giornalista e editore irlandese (n. 1922)
- 7 luglio - Shizuto Masunaga, psicologo giapponese (n. 1925)
- 7 luglio - Juozas Žukas, cestista e tennista lituano (n. 1915)
- 8 luglio - Jim Armstrong, lottatore, rugbista a 13 e allenatore di rugby a 13 australiano (n. 1917)
- 8 luglio - Joe McDonnell, attivista britannico (n. 1951)
- 9 luglio - John Franklin Bardin, scrittore statunitense (n. 1916)
- 9 luglio - Domenico Di Luzio, politico italiano (n. 1912)
- 9 luglio - Meyer Levin, scrittore e giornalista statunitense (n. 1905)
- 9 luglio - Michele Rolle, calciatore italiano (n. 1907)
- 10 luglio - Abraham Calazacón, politico ecuadoriano (n. 1909)
- 10 luglio - Giorgio De Lullo, attore e regista teatrale italiano (n. 1921)
- 10 luglio - Giuseppe Tosi, discobolo e attore italiano (n. 1916)
- 11 luglio - Jean-Jérôme Adam, missionario e arcivescovo cattolico francese (n. 1904)
- 11 luglio - Michel François, storico e archivista francese (n. 1906)
- 11 luglio - Paolo Molnar C., pittore e incisore ungherese (n. 1894)
- 12 luglio - Aldo Crivelli, artista e archeologo svizzero (n. 1907)
- 12 luglio - János Hajdú, schermidore ungherese (n. 1904)
- 12 luglio - Boris Nikolaevič Polevoj, scrittore e giornalista sovietico (n. 1908)
- 13 luglio - Martin Hurson, rivoluzionario irlandese (n. 1956)
- 14 luglio - Sauro Pazzaglia, pilota motociclistico italiano (n. 1954)
- 15 luglio - Renzo Magli, allenatore di calcio e calciatore italiano (n. 1908)
- 15 luglio - Angelo Parodi, calciatore italiano (n. 1900)
- 15 luglio - Claudio Ruffini, attore e stuntman italiano (n. 1922)
- 16 luglio - Harry Chapin, cantautore statunitense (n. 1942)
- 16 luglio - Ioan Maria Duma, vescovo cattolico rumeno (n. 1896)
- 16 luglio - Will Hudson, compositore e arrangiatore statunitense (n. 1908)
- 16 luglio - Maurice Mathieu, calciatore francese (n. 1890)
- 16 luglio - Nívio, calciatore brasiliano (n. 1927)
- 17 luglio - Giuseppe Abbruzzese, politico italiano (n. 1917)
- 17 luglio - Sam Bartram, calciatore e allenatore di calcio inglese (n. 1914)
- 17 luglio - Semёn Iosifovič Derevjanskij, regista cinematografico sovietico (n. 1902)
- 18 luglio - Armando Peverelli, ciclista su strada italiano (n. 1921)
- 19 luglio - Daisuke Itō, regista e sceneggiatore giapponese (n. 1898)
- 19 luglio - José María Pemán, poeta, scrittore e drammaturgo spagnolo (n. 1897)
- 19 luglio - Clemente Yerovi, politico ecuadoriano (n. 1904)
- 19 luglio - Giovanni Zonca, politico e medico italiano (n. 1899)
- 19 luglio - Rodolfo de Mattei, storico, scrittore e giornalista italiano (n. 1899)
- 20 luglio - Kōstas Choumīs, calciatore greco (n. 1913)
- 20 luglio - Dale Hennesy, scenografo statunitense (n. 1926)
- 20 luglio - Abram Kardiner, antropologo statunitense (n. 1891)
- 20 luglio - Diego Venini, arcivescovo cattolico italiano (n. 1889)
- 20 luglio - Rolf Wütherich, pilota automobilistico tedesco (n. 1927)
- 21 luglio - Giuseppe Giriodi, notaio e calciatore italiano (n. 1894)
- 21 luglio - Ugo Sasso, attore italiano (n. 1910)
- 22 luglio - Manuela de Jesús Arias Espinosa, religiosa messicana (n. 1904)
- 22 luglio - Hermann von Hanneken, generale tedesco (n. 1890)
- 22 luglio - Fritzi Wenisch, schermitrice austriaca (n. 1907)
- 23 luglio - Léon Bouffard, altista e dirigente sportivo svizzero (n. 1893)
- 23 luglio - Ivan Eklind, arbitro di calcio svedese (n. 1905)
- 23 luglio - Kazuo Taoka, mafioso giapponese (n. 1913)
- 24 luglio - Greta Almroth, attrice svedese (n. 1888)
- 24 luglio - Ian Watson, cestista australiano (n. 1949)
- 25 luglio - Ferdinando Lambruschini, arcivescovo cattolico italiano (n. 1911)
- 26 luglio - Madge Evans, attrice statunitense (n. 1909)
- 26 luglio - Stafford Warren, medico statunitense (n. 1896)
- 27 luglio - Henri Marcel Gaussen, botanico francese (n. 1891)
- 27 luglio - William Wyler, regista tedesco (n. 1902)
- 28 luglio - Harry Bloom, giornalista, romanziere e attivista sudafricano (n. 1913)
- 28 luglio - Wilbur Cush, calciatore nordirlandese (n. 1928)
- 28 luglio - Stanley Francis Rother, presbitero e missionario statunitense (n. 1935)
- 29 luglio - Enzo Mascherini, baritono italiano (n. 1910)
- 29 luglio - Robert Moses, urbanista, funzionario e politico statunitense (n. 1888)
- 29 luglio - James Edward Walsh, vescovo cattolico e missionario statunitense (n. 1891)
- 30 luglio - Gerrit van de Ruit, ciclista su strada olandese (n. 1911)
- 30 luglio - Bud Tingelstad, pilota automobilistico statunitense (n. 1928)
- 31 luglio - Ioachim Moldoveanu, calciatore rumeno (n. 1913)
- 31 luglio - László Raffinsky, calciatore e allenatore di calcio rumeno (n. 1905)
- 31 luglio - Stefania Rotolo, ballerina, showgirl e cantante italiana (n. 1951)
- 31 luglio - Omar Torrijos, generale e politico panamense (n. 1929)

## Agosto(104)
- 1º agosto - Julius Arigi, aviatore austro-ungarico (n. 1895)
- 1º agosto - Paddy Chayefsky, drammaturgo, sceneggiatore e scrittore statunitense (n. 1923)
- 1º agosto - Kevin Martin Lynch, rivoluzionario irlandese (n. 1956)
- 2 agosto - Josef Breuer, compositore di scacchi tedesco (n. 1903)
- 2 agosto - Delfo Cabrera, maratoneta argentino (n. 1919)
- 2 agosto - Stefanie Clausen, tuffatrice danese (n. 1900)
- 2 agosto - Kieran Doherty, attivista nordirlandese (n. 1955)
- 2 agosto - Luigi Fiorentino, poeta e saggista italiano (n. 1913)
- 3 agosto - Wolfgang Heidenfeld, scacchista tedesco (n. 1911)
- 3 agosto - Fritz Jacobsen, militare e aviatore tedesco (n. 1894)
- 3 agosto - Pietro Romanelli, archeologo italiano (n. 1889)
- 3 agosto - Rocco Santacroce, antifascista, partigiano e politico italiano (n. 1896)
- 4 agosto - Melvyn Douglas, attore statunitense (n. 1901)
- 4 agosto - Ettore Papadia, calciatore italiano (n. 1898)
- 5 agosto - Corradino D'Ascanio, ingegnere italiano (n. 1891)
- 5 agosto - Natalia Mola, pittrice italiana (n. 1893)
- 5 agosto - Jerzy Neyman, statistico polacco (n. 1894)
- 6 agosto - Mario Abbate, cantante e attore italiano (n. 1927)
- 6 agosto - Arnaldo Lucentini, allenatore di calcio e calciatore italiano (n. 1930)
- 6 agosto - José Suárez, attore spagnolo (n. 1919)
- 6 agosto - Mario Untersteiner, grecista, filologo classico e storico della filosofia italiano (n. 1899)
- 7 agosto - Silvano Arieti, psichiatra italiano (n. 1914)
- 7 agosto - Ascanio Assirelli, calciatore italiano (n. 1920)
- 7 agosto - Sergej Vasil'evič Gippius, regista sovietico (n. 1924)
- 7 agosto - Gianna Preda, giornalista e sceneggiatrice italiana (n. 1921)
- 8 agosto - Giuliana Benzoni, nobile italiana (n. 1895)
- 8 agosto - Jan van Diepenbeek, calciatore olandese (n. 1903)
- 8 agosto - Thomas McElwee, rivoluzionario irlandese (n. 1957)
- 8 agosto - Alfredo Ravenna, rabbino italiano (n. 1899)
- 8 agosto - George Schaefer, produttore cinematografico statunitense (n. 1888)
- 9 agosto - Stane Derganc, ginnasta jugoslavo (n. 1893)
- 10 agosto - Josef Hauser, pallanuotista tedesco (n. 1910)
- 10 agosto - Alan Lascelles, ufficiale inglese (n. 1887)
- 10 agosto - Dušan Popov, agente segreto serbo (n. 1912)
- 11 agosto - Valentine Tessier, attrice francese (n. 1892)
- 12 agosto - Shirley Grey, attrice statunitense (n. 1902)
- 12 agosto - Angelo Moratti, imprenditore e dirigente sportivo italiano (n. 1909)
- 13 agosto - Lamberto Ciavatta, pittore e scultore italiano (n. 1908)
- 13 agosto - José Minella, calciatore e allenatore di calcio argentino (n. 1909)
- 14 agosto - Karl Böhm, direttore d'orchestra austriaco (n. 1894)
- 15 agosto - Carlo Buscaglia, calciatore italiano (n. 1909)
- 15 agosto - Carlo Gero di Urach, principe tedesco (n. 1899)
- 15 agosto - Mattia Cerruti, calciatore italiano (n. 1899)
- 15 agosto - Augusto Galli, direttore del doppiaggio, dialoghista e attore italiano (n. 1903)
- 15 agosto - Alfred Hamilton Barr Jr., storico dell'arte statunitense (n. 1902)
- 15 agosto - Alfredo Marchionneschi, calciatore italiano (n. 1907)
- 15 agosto - Roberto Mazzetti, pedagogista italiano (n. 1908)
- 15 agosto - John H. Reese, scrittore statunitense (n. 1910)
- 16 agosto - Gracian Botev, canoista sovietico (n. 1928)
- 16 agosto - Denys N. Coop, direttore della fotografia e effettista britannico (n. 1920)
- 16 agosto - Robert Krasker, direttore della fotografia australiano (n. 1913)
- 17 agosto - Mariama Bâ, scrittrice senegalese (n. 1929)
- 17 agosto - Giorgio Ferroni, regista italiano (n. 1908)
- 17 agosto - Dominick Napolitano, mafioso statunitense (n. 1930)
- 17 agosto - Augusto Pettenò, partigiano italiano (n. 1907)
- 17 agosto - Ervino Pocar, germanista e traduttore italiano (n. 1892)
- 17 agosto - Amilcare Rotta, bobbista e dirigente sportivo italiano (n. 1911)
- 17 agosto - Claudio Cesare Secchi, critico letterario, scrittore e latinista italiano (n. 1897)
- 17 agosto - Francis Turatello, criminale italiano (n. 1944)
- 18 agosto - Robert Russell Bennett, compositore e arrangiatore statunitense (n. 1894)
- 18 agosto - John Hennessey, tennista statunitense (n. 1900)
- 18 agosto - Leonhard Weiß, calciatore tedesco (n. 1907)
- 19 agosto - Jessie Matthews, attrice, ballerina e cantante inglese (n. 1907)
- 20 agosto - Teodoro Bronzini, politico e giornalista argentino (n. 1888)
- 20 agosto - Mickey Devine, attivista britannico (n. 1954)
- 20 agosto - Vladimir Aleksandrovič Fetin, regista sovietico (n. 1925)
- 20 agosto - Sándor Radó, cartografo, antifascista e agente segreto ungherese (n. 1899)
- 20 agosto - Fernando Tanucci Nannini, generale italiano (n. 1896)
- 21 agosto - Eddie Byrne, attore irlandese (n. 1911)
- 21 agosto - Mario Galli, micologo italiano (n. 1931)
- 21 agosto - Karel Průcha, calciatore cecoslovacco (n. 1914)
- 21 agosto - Oscar Stamet, calciatore lussemburghese (n. 1913)
- 22 agosto - Ludwig Janda, calciatore e allenatore di calcio tedesco (n. 1919)
- 22 agosto - Enrique Maier, tennista spagnolo (n. 1910)
- 22 agosto - Alfredo Meschi, pittore italiano (n. 1905)
- 22 agosto - Glauber Rocha, regista, sceneggiatore e produttore cinematografico brasiliano (n. 1939)
- 22 agosto - Lü Wencheng, compositore e musicista cinese (n. 1898)
- 23 agosto - Trevor Coker, canottiere neozelandese (n. 1949)
- 23 agosto - Rolf Herricht, attore, comico e cantante tedesco (n. 1927)
- 23 agosto - Tessa Kosta, attrice statunitense (n. 1890)
- 24 agosto - Gennaro Auletta, presbitero, traduttore e scrittore italiano (n. 1912)
- 24 agosto - Bill Coleman, compositore e trombettista statunitense (n. 1904)
- 24 agosto - Jackie Vernon, calciatore nordirlandese (n. 1918)
- 25 agosto - Nicolas Pauly, calciatore lussemburghese (n. 1919)
- 27 agosto - Valerij Charlamov, hockeista su ghiaccio sovietico (n. 1948)
- 27 agosto - Emilio Ferreri, ammiraglio italiano (n. 1894)
- 27 agosto - Paul Herget, astronomo statunitense (n. 1908)
- 28 agosto - Paul Anspach, schermidore belga (n. 1882)
- 28 agosto - Arthur Casagrande, ingegnere austriaco (n. 1902)
- 28 agosto - Fernando Di Giulio, politico e partigiano italiano (n. 1924)
- 28 agosto - Béla Guttmann, calciatore e allenatore di calcio ungherese (n. 1899)
- 29 agosto - Giuseppe Catalano, botanico italiano (n. 1888)
- 29 agosto - Guy Stevens, produttore discografico britannico (n. 1943)
- 29 agosto - Lowell Thomas, scrittore, attore e sceneggiatore statunitense (n. 1892)
- 30 agosto - Mohammad-Javad Bahonar, teologo e politico iraniano (n. 1933)
- 30 agosto - Elfriede Paul, medico tedesco (n. 1900)
- 30 agosto - Mohammad Ali Rajai, politico iraniano (n. 1933)
- 30 agosto - Vera-Ellen, ballerina e attrice statunitense (n. 1921)
- 30 agosto - François Seydoux de Clausonne, diplomatico francese (n. 1905)
- 31 agosto - Elias Bickerman, storico e grecista moldavo (n. 1897)
- 31 agosto - Pierre Billon, regista e sceneggiatore francese (n. 1901)
- 31 agosto - Gino Cacchioli, politico italiano (n. 1925)
- 31 agosto - Hugh O'Neill Hencken, archeologo statunitense (n. 1902)
- 31 agosto - Ralston Paterson, radiologo e oncologo scozzese (n. 1897)

## Settembre(88)
- 1º settembre - Vincenzo Agnetti, pittore, scrittore e poeta italiano (n. 1926)
- 1º settembre - Stefano Bazoli, avvocato, politico e antifascista italiano (n. 1901)
- 1º settembre - Ann Harding, attrice statunitense (n. 1902)
- 1º settembre - Antonio Petrucci, sceneggiatore, regista e giornalista italiano (n. 1907)
- 1º settembre - Pietro Ravetti, calciatore italiano (n. 1895)
- 1º settembre - Albert Speer, architetto e politico tedesco (n. 1905)
- 1º settembre - Paschal Sweeney, vescovo cattolico e missionario australiano (n. 1912)
- 2 settembre - Tadeusz Baird, compositore polacco (n. 1928)
- 2 settembre - Antonio Gallus, aviatore e ufficiale italiano (n. 1939)
- 2 settembre - Guglielmo Gatti, archeologo italiano (n. 1905)
- 2 settembre - Ettore Pancini, fisico e partigiano italiano (n. 1915)
- 3 settembre - Mafalda Favero, soprano italiano (n. 1905)
- 3 settembre - Ella Hall, attrice statunitense (n. 1897)
- 3 settembre - Rensis Likert, psicologo statunitense (n. 1903)
- 4 settembre - Carl Knowles, cestista statunitense (n. 1910)
- 4 settembre - David Peel, attore inglese (n. 1920)
- 5 settembre - Raffaele Elia, politico italiano (n. 1894)
- 5 settembre - Lydia Simoneschi, doppiatrice e attrice italiana (n. 1908)
- 6 settembre - Luigi Bogliolo, medico italiano (n. 1908)
- 6 settembre - Christy Brown, scrittore, pittore e poeta irlandese (n. 1932)
- 6 settembre - Lucas Demare, regista, sceneggiatore e produttore cinematografico argentino (n. 1910)
- 6 settembre - Rashid III bin Humaid Al Nuaimi, politico emiratino (n. 1902)
- 8 settembre - Austen Campbell, calciatore inglese (n. 1901)
- 8 settembre - Gerry Geran, hockeista su ghiaccio statunitense (n. 1896)
- 8 settembre - Nisargadatta Maharaj, filosofo indiano (n. 1897)
- 8 settembre - Carlo Alberto Pizzini, compositore italiano (n. 1905)
- 8 settembre - Wang Shujin, artista marziale cinese (n. 1904)
- 8 settembre - Roy Wilkins, attivista statunitense (n. 1901)
- 8 settembre - Hideki Yukawa, fisico giapponese (n. 1907)
- 9 settembre - Ricardo Balbín, politico e avvocato argentino (n. 1904)
- 9 settembre - Jacques Lacan, psicoanalista e psichiatra francese (n. 1901)
- 9 settembre - Bobo Piccoli, artista italiano (n. 1927)
- 9 settembre - Tubby Raskin, cestista e allenatore di pallacanestro statunitense (n. 1902)
- 10 settembre - Elena Ciamarra Cammarano, pittrice e pianista italiana (n. 1894)
- 10 settembre - Vito Ievolella, carabiniere italiano (n. 1929)
- 10 settembre - Gabe Nava, cestista messicano (n. 1952)
- 11 settembre - Richard Dorson, antropologo statunitense (n. 1916)
- 11 settembre - Frank McHugh, attore statunitense (n. 1898)
- 11 settembre - Cecil McMaster, marciatore sudafricano (n. 1895)
- 11 settembre - Carlo Scotoni, politico italiano (n. 1918)
- 11 settembre - Luciano Usai, presbitero e militare italiano (n. 1912)
- 12 settembre - Gian Giacomo Dalmasso, fumettista, umorista e militare italiano (n. 1907)
- 12 settembre - Mario De Cesare, prefetto italiano (n. 1895)
- 12 settembre - Eugenio Montale, poeta, scrittore e traduttore italiano (n. 1896)
- 12 settembre - Ángel Perucca, calciatore argentino (n. 1918)
- 13 settembre - Ofelia Giudicissi Curci, poetessa, scrittrice e archeologa italiana (n. 1934)
- 13 settembre - John Guy Porter, astronomo britannico (n. 1900)
- 14 settembre - Peter Krieger, calciatore tedesco (n. 1929)
- 14 settembre - Furry Lewis, cantante e chitarrista statunitense (n. 1893)
- 14 settembre - Edith Schlüssel, montatrice danese (n. 1899)
- 15 settembre - Sara Haden, attrice statunitense (n. 1898)
- 15 settembre - Rafael Méndez, trombettista messicano (n. 1906)
- 15 settembre - Pippo Schembri, pallanuotista maltese (n. 1911)
- 16 settembre - Fritz Lange, politico tedesco (n. 1898)
- 18 settembre - Felia Doubrovska, ballerina e insegnante russa (n. 1896)
- 20 settembre - Marcelle Cahn, artista e pittrice francese (n. 1895)
- 21 settembre - Carlo Bandirola, pilota motociclistico italiano (n. 1915)
- 21 settembre - Gianetto Biondini, pittore italiano (n. 1920)
- 21 settembre - Bice Ligabue, politica e partigiana italiana (n. 1895)
- 21 settembre - Nigel Patrick, attore britannico (n. 1912)
- 21 settembre - Roger Rigollet, astronomo francese (n. 1909)
- 21 settembre - Luigi Servolini, incisore, critico d'arte e storico dell'arte italiano (n. 1906)
- 21 settembre - Johannes Stensletten, calciatore norvegese (n. 1912)
- 22 settembre - Knut Andersen, calciatore norvegese (n. 1908)
- 22 settembre - Néstor Carballo, calciatore uruguaiano (n. 1929)
- 22 settembre - Anita Loos, scrittrice e sceneggiatrice statunitense (n. 1889)
- 22 settembre - Harry Warren, compositore e paroliere statunitense (n. 1893)
- 23 settembre - Chief Dan George, attore canadese (n. 1899)
- 24 settembre - Patsy Kelly, attrice statunitense (n. 1910)
- 24 settembre - Hubert Mumelter, poeta italiano (n. 1896)
- 25 settembre - Randhir Singh Gentle, hockeista su prato indiano (n. 1922)
- 26 settembre - Roy Cochran, ostacolista e velocista statunitense (n. 1919)
- 26 settembre - Ludwig Goldbrunner, calciatore e allenatore di calcio tedesco (n. 1908)
- 26 settembre - Ray Kellogg, attore statunitense (n. 1919)
- 26 settembre - Berthold Maack, generale tedesco (n. 1898)
- 27 settembre - Bronisław Malinowski, siepista e mezzofondista polacco (n. 1951)
- 27 settembre - Vito Minunno, calciatore italiano (n. 1904)
- 27 settembre - Robert Montgomery, attore, regista e produttore cinematografico statunitense (n. 1904)
- 28 settembre - Rómulo Betancourt, politico venezuelano (n. 1908)
- 28 settembre - Herbert Mensching, attore tedesco (n. 1928)
- 29 settembre - Irving Chernev, scacchista e scrittore statunitense (n. 1900)
- 29 settembre - Vittorio Cioni, canottiere italiano (n. 1900)
- 29 settembre - Valiollah Fallahi, generale iraniano (n. 1931)
- 29 settembre - Norm Grekin, cestista statunitense (n. 1930)
- 29 settembre - Jakov Fedotovič Pavlov, militare sovietico (n. 1917)
- 29 settembre - Bill Shankly, calciatore e allenatore di calcio britannico (n. 1913)
- 29 settembre - Frances Amelia Yates, storica, insegnante e saggista britannica (n. 1899)
- 30 settembre - Ezio Moioli, pittore italiano (n. 1902)

## Ottobre(106)
- 1º ottobre - Alfrēds Hermanovskis, cestista lettone (n. 1915)
- 1º ottobre - Wendelin Joseph Nold, vescovo statunitense (n. 1900)
- 2 ottobre - Józef Korbas, calciatore polacco (n. 1914)
- 2 ottobre - Fidel LaBarba, pugile statunitense (n. 1905)
- 2 ottobre - Renzo Provinciali, artista e avvocato italiano (n. 1895)
- 2 ottobre - Hazel Scott, musicista, cantante e attrice trinidadiana (n. 1920)
- 2 ottobre - György Újszászy, militare e aviatore ungherese (n. 1912)
- 3 ottobre - Tadeusz Kotarbiński, filosofo e logico polacco (n. 1886)
- 3 ottobre - Shinji Sogō, dirigente d'azienda giapponese (n. 1884)
- 3 ottobre - Mario Vetrone, fisico, matematico e politico italiano (n. 1914)
- 3 ottobre - Fratelli Zacchini, circense italiano (n. 1894)
- 4 ottobre - Umberto Branzoni, arbitro di calcio italiano (n. 1930)
- 4 ottobre - Per Olof Ekström, scrittore e giornalista svedese (n. 1926)
- 4 ottobre - Freddie Lindstrom, giocatore di baseball statunitense (n. 1905)
- 4 ottobre - Čėslaŭ Sipovič, vescovo cattolico bielorusso (n. 1914)
- 5 ottobre - Gloria Grahame, attrice statunitense (n. 1925)
- 5 ottobre - Rodolphe Guilland, bizantinista francese (n. 1888)
- 5 ottobre - Helge Gustafsson, ginnasta svedese (n. 1900)
- 5 ottobre - Clotilde Marghieri, scrittrice italiana (n. 1897)
- 5 ottobre - Anđelko Marušić, calciatore jugoslavo (n. 1911)
- 6 ottobre - Roy Henkel, hockeista su ghiaccio canadese (n. 1905)
- 6 ottobre - Elemer Kocsis, calciatore rumeno (n. 1910)
- 6 ottobre - Anwar al-Sadat, politico e militare egiziano (n. 1918)
- 7 ottobre - Luigi Petroselli, politico e giornalista italiano (n. 1932)
- 7 ottobre - Sergio Solmi, critico letterario, poeta e avvocato italiano (n. 1899)
- 7 ottobre - Georges Vajda, arabista, ebraista e islamista francese (n. 1908)
- 8 ottobre - Armando Bó, attore cinematografico, produttore cinematografico e regista cinematografico argentino (n. 1914)
- 8 ottobre - Gianni Crosio, attore italiano (n. 1902)
- 8 ottobre - Heinz Kohut, medico